# Jake Scott
Pour les articles homonymes, voir Scott.
Jake Scott, né en août 1965 à Londres, Angleterre (Royaume-Uni) est un réalisateur britannique.
Il est le fils de Ridley Scott et donc le neveu de Tony Scott (1944-2012).
Son frère Luke est également réalisateur, tout comme sa demi-sœur Jordan Scott.

## Filmographie

### Cinéma
- 1999 : Guns 1748 (Plunkett & Macleane) avec Robert Carlyle, Jonny Lee Miller et Liv Tyler
- 2004 : Tooth Fairy (court métrage)
- 2009 : Welcome to the Rileys avec Kristen Stewart, James Gandolfini, Melissa Leo
- 2010 : The Hunt (court métrage)
- 2018 : American Woman

### Télévision
- 2007 : HBO Voyeur Project, avec Bo Barrett (mini-série)
- 1997 : Les Prédateurs (The Hunger) (saison 1, épisode 02 : Ménages à trois)

## Clips musicaux
- 1993 : The Best of R.E.M.: In View 1988-2003 : Everybody Hurts
- 1996 : Soundgarden : Burden in My Hand
- 1997 : The Cranberries: The Best Videos 1992-2002 : When You're Gone
- 1997 : U2: The Best of 1990-2000 : Staring at the Sun
- 1997 : Alleys and Motorways : Comedown
- 1998 : Radiohead: 7 Television Commercials : Fake Plastic Trees
- 1998 : Tori Amos: The Complete Videos 1991-1998 : Past the Mission
- 2001 : Cypress Hill: Still Smokin' : Real Estate, Stoned Is The Way Of The Walk, Insane In The Brain
- 2001 : The Smashing Pumpkins: 1991-2000 Greatest Hits Video Collection : Disarm
- 2004 : George Michael : Flawless (Go To The City)
- 2010 : Massive Attack: Pray for Rain